# سفرینو دنیس
سفرینو دنیس (انگلیسی: Ceferino Denis؛ زادهٔ ۹ نوامبر ۱۹۷۸) بازیکن فوتبال اهل آرژانتین است.
از باشگاه‌هایی که در آن بازی کرده‌است می‌توان به باشگاه فوتبال آرژانتینوس جونیورز اشاره کرد.